# ラヴィアーノ
ラヴィアーノ（伊: Laviano）は、イタリア共和国カンパニア州サレルノ県にある、人口約1,400人の基礎自治体（コムーネ）。

## 地理

### 位置・広がり

#### 隣接コムーネ
隣接するコムーネは以下の通り。括弧内のAVはアヴェッリーノ県、PZはポテンツァ県所属を示す。
- カポゼーレ (AV)
- カステルグランデ (PZ)
- カステルヌオーヴォ・ディ・コンツァ
- コッリアーノ
- ムーロ・ルカーノ (PZ)
- ペスコパガーノ (PZ)
- サントメンナ
- ヴァルヴァ